# Tapinoma epinotale
Tapinoma epinotale é uma espécie de formiga do gênero Tapinoma.